# Reajo del Oso
El Reajo del Oso o Arroyo del Caño es un curso de agua de la Comunidad de Madrid (España), perteneciente a la cuenca del río Duratón, afluente, a su vez, del Duero. 

## Curso
Nace cerca del Pico Tres Provincias o Peña Cebollera Vieja en la vertiente sur de la misma y al sur de las Peñas del Reajo del Oso.
Como un arroyo de alta montaña que es, desciende 310 m de altitud en solo los 2,3 km que tiene su curso, con un desnivel medio de 13,5%, atravesando los parajes de La Peña del Chorro y El Cambronal, ambos en el término municipal de Somosierra.
Desemboca, por la derecha, en el Arroyo de la Peña del Chorro en el Paraje de La Breña en el término municipal, también, de Somosierra.
Forma, conjuntamente, con los arroyos de la Peña del Chorro y con el de las Pedrizas el nacimiento del Río Duratón, que recibe este nombre al confluir los dos últimos arroyos citados.
- Datos: Q6101665